# Tenement Kids
Tenement Kids is een Nederlandse band opgericht in 2005. De band begon als emotionele punkband in de stijl van Hot Water Music en Jawbreaker, maar groeide later meer naar americana en southern rock. De band bestaat uit Gijs Wilbrink (zanger-gitarist), Martijn Koetsier (gitaar), Tim Meijer (basgitaar) en Sander Koot (drums). De bandnaam is een verwijzing naar het nummer Tenement Kids van The Boys.

## Biografie

### 2005-2007: Doves en Glory Days
Na het verschijnen van een demotape bracht de band bij Crucial Attack records hun debuut-ep Doves uit in januari 2006. De band tourde door Duitsland en het Verenigd Koninkrijk, en nam in 2007 twee nummers op bij producer Menno Bakker (NRA, Seein Red). Het nummer Soul verscheen op de compilatie-single Glory Days, een verzamelaar die de meest toonaangevende bands binnen de Nederlandse punkscene op dat moment probeerde vast te leggen. Het nummer Pandora's Box verscheen op de compilatie A Tribute To Leatherface van het Canadese Rubber Factory Records, waarop bands van over de hele wereld een ode brachten aan de Britse band Leatherface.

### 2008: We've All Been Down
De band kwam in contact met het Belgische label Funtime Records, dat interesse had in het uitbrengen van een album. We've All Been Down verscheen in 2008 op Funtime, en toonde naast de bekende inspiratie van bands als Hot Water Music en Leatherface ook invloeden uit americana, country en soul. Tenement Kids opende voor bands als Alkaline Trio en Anti-Flag en speelde op veel festivals in de Benelux, waaronder Groezrock en Paaspop.

### 2008-2013: Nieuwe line-up, naamloos album
Na het verschijnen van We've All Been Down ging de band aan de slag met het schrijven van nummers voor een nieuw album, maar ondervond problemen bij het zoeken van de juiste richting. Na muzikale onenigheden besloot drummer Bert de Bruijn om de band te verlaten. Hij werd opgevolgd door Sander Koot. Nieuwe nummers gingen steeds minder punk klinken en meer als americana en southern rock-muziek. Uiteindelijk tekende de band bij Suburban Records om het nieuwe album uit de brengen. In 2011 werd het nieuwe album opgenomen met producers John Morand (The Black Crowes, Sparklehorse, Lamb Of God) en Sven Lens (Willie Nelson, Snoop Dogg, Nelly Furtado). In oktober 2012 verscheen het album Tenement Kids. De band trad op in tv-programma's als De Wereld Draait Door en Club Ziggo, speelde op Noorderslag en tourde door Nederland en België. In december 2013 speelde de band in het Burgerweeshuis in Deventer, waarbij Gijs Wilbrink aankondigde dat de band voorlopig zou stoppen.

## Discografie

### Ep's en singles
- Demo (2005) (CD, tape)
- Doves (Crucial Attack Records) (2007) (CD, web)
- Glory Days (Angry Youth Records) (2007) (single)

### Albums
- We've All Been Down (Funtime Records/Crucial Attack Records) (2008) (CD, LP, web)
- Tenement Kids (Suburban Records) (2012) (CD, LP, web)